# Felix Passlack
Felix Passlack (* 29. Mai 1998 in Bottrop) ist ein deutscher Fußballspieler. Er kann beide Außenbahnen defensiv wie offensiv bespielen und steht beim VfL Bochum unter Vertrag. Darüber hinaus war er Nachwuchsnationalspieler. 

## Kindheit und Ausbildung
Felix Passlack wurde als Sohn von Ralf und Birgit Passlack in Bottrop im Ruhrgebiet geboren. Sein Vater arbeitet als Feuerwehrmann. Passlack begann im Alter von vier Jahren mit dem Fußballspielen. Er besuchte die Gustav-Heinemann-Realschule in Bottrop und war in seiner Jugend Anhänger des FC Schalke 04. Passlack zählt den ehemaligen englischen Fußballspieler David Beckham und seinen ehemaligen Mannschaftskollegen Mario Götze zu seinen Vorbildern.

## Karriere

### Im Verein

#### Anfänge
Nachdem er wie schon sein Vater für den SV Fortuna Bottrop gespielt hatte, wechselte Passlack im Alter von zwölf Jahren in die C-Jugend von Rot-Weiß Oberhausen. Im Laufe seiner Zeit bei RWO hatte er Angebote, zu mehreren Klubs aus Nordrhein-Westfalen, darunter Bayer 04 Leverkusen, der FC Schalke 04 oder Borussia Dortmund, zu wechseln. Er entschied sich schließlich, in das Nachwuchsleistungszentrum Dortmunds zu gehen, dort war er ab 2013 Teil des jüngsten B-Junioren-Jahrgangs. In seiner ersten Saison zog sich Passlack in der Hinrunde eine Sprunggelenksverletzung zu, wurde aber mit der Mannschaft in der Rückrunde Westfalenpokalsieger und Staffelmeister in der Juniorenbundesliga, wodurch man sich für die Endrunde um die deutsche Meisterschaft qualifizieren konnte. Dort zog das Team ins Finale ein und wurde durch einen 2:1-Sieg gegen RB Leipzig B-Juniorenmeister.
In der folgenden Saison wurde Passlack Anfang 2015 vom damaligen Trainer der Profimannschaft, Jürgen Klopp, mit ins Wintertrainingslager im spanischen La Manga genommen. Er war in der U17 variabel auf der rechten Außenbahn aktiv und gewann mit späteren Profis wie Amos Pieper, Dženis Burnić und Janni Serra am Saisonende erneut die Meisterschaft; darüber hinaus hatten nur zwei Konkurrenten noch weniger Gegentore als die Schwarz-Gelben, die darüber hinaus nur zweimal verloren, hinnehmen müssen. Bereits im April desselben Jahres unterzeichnete Passlack beim BVB einen bis Sommer 2018 gültigen Vertrag. Der DFB zeichnete den Mannschaftskapitän der Dortmunder B-Jugend für seine Leistungen (unter anderem 17 Tore und 18 Assists in 24 Spielen) im September 2015 mit der Fritz-Walter-Medaille in Gold in der Altersklasse U17 aus.

#### Profi bei Borussia Dortmund
Zu Beginn der Saison 2015/16 spielte der Außenbahnspieler zunächst in der A-Junioren-Bundesliga und konnte sich auch hier behaupten. So wurde beispielsweise die Jugend des SC Fortuna Köln mit 10:0 besiegt, allgemein gewann das Team bis auf drei Spiele (zwei Remis, eine Niederlage) alle weiteren Partien und wurde am Ende deutscher A-Jugend-Meister. Passlack hatte dazu 42 Scorerpunkte in 31 Spielen beigetragen und war so noch effektiver gewesen als die Stürmer Serra, Jacob Bruun Larsen oder Jonas Arweiler. Zur Rückrunde holte der neue Cheftrainer Thomas Tuchel den 17-Jährigen zum Bundesligateam, mit dem dieser fortan trainieren durfte. Am 24. Spieltag debütierte Passlack dann im rechten Mittelfeld beim 2:0-Auswärtssieg gegen den SV Darmstadt 98, als er als Gegenpart zu Gonzalo Castro auf Links in der Startelf stand. Es folgten zwei weitere Spiele für die Profis sowie die Vizemeisterschaft.
Im zweiten Jahr bei den Profis kam Passlack nur noch sporadisch für die U19, mit der er den Meistertitel verteidigen konnte, zum Einsatz und war dafür häufiger in der ersten Mannschaft, hauptsächlich als Außenverteidiger, aktiv. Sein damaliger Jugendtrainer Hannes Wolf bescheinigte seinem Schützling, es „im Profi-Fußball ganz nach oben schaffen“ zu können. Beim 2:1 gegen Sporting Lissabon stand der Bottroper in der Folge auch erstmals in der Champions League auf dem Feld. Am 22. November 2016 folgte mit 18 Jahren und 177 Tagen beim 8:4 gegen Legia Warschau das erste Tor in diesem Wettbewerb, womit Julian Draxler als jüngster deutscher Champions-League-Torschütze abgelöst wurde.

#### Auf Leihbasis durch Europa
In der Saison 2016/17 war Passlack eigener Aussage zufolge „so nahe an der Mannschaft [des BVB] wie nie zuvor.“ Den Anschlag auf den Mannschaftsbus von Borussia Dortmund im April 2017 überlebte Passlack unverletzt. Der Anschlag hatte jedoch negative Auswirkungen auf Passlacks mentale Gesundheit. Bis er den Anschlag verarbeitet hatte, vergingen eigenen Angaben nach mehrere Jahre.
Am 30. August 2017 verlängerte Passlack seinen Vertrag beim BVB bis zum 30. Juni 2021 und wechselte für ursprünglich zwei Jahre auf Leihbasis zum Ligakonkurrenten TSG 1899 Hoffenheim. Den direkten Sprung ins Profiteam hatte er nicht geschafft, da er darüber hinaus in der Verteidigung Marcel Schmelzer und Lukasz Piszczek vor sich hatte und Trainer Bosz den aus der Jugend berufenen Christian Pulisic im rechten Mittelfeld einsetzte. Passlack konnte die Vorbereitung nicht mit Hoffenheim absolvieren, da er erst zum 3. Spieltag gewechselt war, nachdem im Gegenzug Jeremy Toljan nach Dortmund ging. Dies war einer der Gründe, warum es ihm schwer fiel, auf kurze Dauer einen Bezug zu Julian Nagelsmanns Spielphilosophie zu finden. Bei der TSG konnte sich Passlack dann auch nicht durchsetzen und kam an Konkurrenten wie Pavel Kadeřábek, Nico Schulz oder Serge Gnabry nicht vorbei. Im Nachhinein räumte er ein, nicht auf seinem höchsten Leistungsniveau agiert zu haben. Auch gab er zu, dass der Trainer nur selten Gründe gehabt hätte, innerhalb der Mannschaft weitreichend zu wechseln, was sich dann letztendlich in der bis dato besten Bundesligasaison der Hoffenheimer widerspiegelte. Neben zwei Bundesliga- und zwei Europa-League-Einsätzen kam er zwölfmal in der zweiten Mannschaft in der viertklassigen Regionalliga Südwest zum Einsatz.
Zur Saison 2018/19 wurde die Leihe mit der TSG Hoffenheim vorzeitig beendet und Passlack für ein Jahr an den vom deutschen Trainer Daniel Farke trainierten englischen Zweitligisten Norwich City weiterverliehen. Der Verteidiger spielte lediglich fünfmal für die Ostengländer in nationalen Pokalwettbewerben, einmal in der Liga sowie zweimal für die U23. Zum einen kam der Deutsche an Kapitän Ivo Pinto nicht vorbei, zum anderen zeigte ein anderer Jungspieler, Max Aarons, überzeugendere Leistungen. Am Saisonende stieg der Spieler mit den Canaries in die Premier League auf. Trotz der geringen Einsatzzeiten sagte Passlack, die Zeit in England hätte positiv zu seiner fußballerischen wie auch menschlichen Entwicklung beigetragen. Da es darüber hinaus sein erster längerer Aufenthalt im Ausland gewesen war, wurde diese sportlich schwere Zeit auch dadurch erträglicher, dass ihn seine Freundin begleitet hatte.
Nach Ablauf des Leihvertrages kehrte Passlack nicht nach Dortmund zurück, sondern wurde direkt für die Saison 2019/20 an den niederländischen Erstligisten Fortuna Sittard weiterverliehen. Dort konnte sich der Verteidiger in der Vorbereitung einen Stammplatz erarbeiten und absolvierte alle Hinrundenspiele und beide Pokalpartien; im Achtelfinale schied Fortuna gegen Feyenoord Rotterdam im Elfmeterschießen aus. In der Rückrunde wurde der Deutsche in weiteren acht Ligaspielen über die volle Zeit eingesetzt, in denen er ein Tor erzielte und eine Vorlage gab, bevor die Spielzeit aufgrund der COVID-19-Pandemie Ende April 2020 vorzeitig abgebrochen wurde. Passlack stand mit Sittard auf dem Abstiegsrelegationsplatz, der Ligaverband setzte jedoch Auf- und Abstiege aus.

#### Rückkehr zum BVB
Zur Saison 2020/21 kehrte Passlack zu Borussia Dortmund zurück. Am 1. Spieltag wurde der für das rechte wie linke Mittelfeld eingeplante Spieler von Lucien Favre erstmals seit über drei Jahren wieder in einer Pflichtpartie des BVB eingesetzt. Neben der vollen Spielzeit im DFL-Supercup gegen den FC Bayern München konnte er am 3. Spieltag gegen den SC Freiburg acht Minuten absolvieren und dabei auch sein erstes Bundesligator erzielen. BVB-Lizenzspielleiter Sebastian Kehl sagte kurz darauf, Passlack hätte sich sowohl in Sittard wie auch in der Vorbereitung „nach vorne gespielt“ sowie „eine sehr gute Entwicklung genommen“ und lobte dessen „derzeitige Entwicklung“.
Ab dem 10. Spieltag wurde der Spieler von Favre wie auch dessen Nachfolger Edin Terzić nicht mehr in der Bundesliga berücksichtigt, da sich in der Folge Raphaël Guerreiro wie schon in der Vorsaison auf der halblinken Außenbahn festspielen konnte und rechts Mateu Morey und Thomas Meunier im Wechsel eingesetzt wurden. In der Champions League erhielt Passlack fünf Einsätze, im DFB-Pokal, den er letztendlich mit dem Team gewann, einen. Nach einer schweren Verletzung Moreys im Frühjahr 2021 sowie einer COVID-19-Infektion Meuniers und weiterer Ausfälle defensiver Kräfte erhielt der mittlerweile 23-Jährige vom neuen Trainer Marco Rose zu Beginn der Spielzeit 2021/22 mehrere Startelfmandate. Beim 5:2-Heimsieg gegen Eintracht Frankfurt am 1. Bundesligaspieltag unterlief dem Außenbahnspieler ein Eigentor.
In der Spielzeit 2022/23 setzte der zurückgekehrte Trainer Terzić auf der rechten Seite auf den Neuzugang Julian Ryerson oder Marius Wolf, seltener auch auf Thomas Meunier. Passlack blieb nur die Rolle als Ergänzungsspieler oder er wurde gar nicht erst für einen Spieltagskader nominiert. Einen persönlichen Lichtblick hatte er beim 1:1 gegen den FC Kopenhagen in der Champions League, als er durchspielte und Thorgan Hazards Tor vorbereitete. 

#### Wechsel zum VfL Bochum
Zur Saison 2023/24 wechselte Passlack innerhalb des Ruhrgebiets zum VfL Bochum, an den er sich bis zum 30. Juni 2025 vertraglich band. In der ersten Saison blieb er auch hier Ergänzungsspieler. In die Saison 2024/25 startete er mit fünf Einsätzen von Beginn an in den ersten fünf Ligaspielen als Stammspieler.

### In der Nationalmannschaft
Passlack absolvierte im ersten Halbjahr 2014 sechs Spiele in der U16-Nationalmannschaft. In der zweiten Hälfte des Jahres debütierte er in der U17-Nationalmannschaft und qualifizierte sich mit dieser für die EM 2015 in Bulgarien. Dort führte er die Mannschaft als Kapitän und bester Torschütze (drei Tore) bis ins Finale, das mit 1:4 gegen Frankreich verloren ging. Im Oktober 2015 nahm er mit der U17 an der Weltmeisterschaft in Chile teil und war erneut Kapitän der Mannschaft. Im Turnierverlauf schoss er zwei Tore und schied mit der Mannschaft im Achtelfinale gegen Kroatien aus. In der U18-Auswahl wurde Passlack nur im März 2016 zweimal eingesetzt. Im September 2016 wurde er von DFB-Trainer Frank Kramer erstmals in die U19-Mannschaft berufen und trat mit dieser in der Qualifikation zur Europameisterschaft 2017 in Georgien an. Im Oktober 2020 wurde Passlack das erste Mal seit 2017 wieder für die deutsche U21 nominiert.

## Spielweise
„Felix ist Teil einer Nachwuchsgeneration, die ich unglaublich gerne trainiert hätte. Er ist ein super Junge und ich bin davon überzeugt, dass er ein ganz Großer wird.“, sagte Jürgen Klopp, der Passlack zu dessen Jugendzeit trainierte. Passlack ist vielseitig einsetzbar, sowohl defensiv wie auch offensiv. Er kann als Teil einer Viererkette beide Außenbahnen defensiv bespielen, sich auf diesen aber auch in anderen Defensivsystemen offensiver bewegen. Trotz seiner vergleichsweise geringen Größe von 170 cm kann er als Verteidiger seinen Körper gezielt einsetzen, seine Statur kommt ihm jedoch bei Läufen mit oder ohne Ball zugute. Der Spieler hat einen harten Schuss, was ihn neben seinen Fähigkeiten am Ball als Freistoßschützen qualifiziert. Zu seiner Spielübersicht kommen Anführerqualitäten, die er bereits in der U17 im Verein sowie in der Nationalmannschaft unter Beweis stellen konnte.
Ähnlich wie bereits Lukasz Piszczek oder Achraf Hakimi vor ihm fand Passlack nach dem Abschluss seiner fußballerischen Entwicklung seinen Platz auf der rechten Außenbahn, wo er defensive wie auch offensive Aufgaben übernimmt und auch flexibel ins Mittelfeld vorrücken kann.

## Erfolge
Borussia Dortmund
- Deutscher B-Jugend Meister: 2014, 2015
- Deutscher A-Jugend Meister: 2016, 2017
- DFB-Pokalsieger: 2017, 2021

Norwich City
- Meister der EFL Championship und Aufstieg in die Premier League: 2019

Auszeichnungen
- Fritz-Walter-Medaille in Gold: 2015 in der Altersklasse U17